# Stuwmeer Kelbra
Stuwmeer Kelbra is een stuwmeer in de Duitse deelstaat Saksen-Anhalt, en werd in de periode 1962 tot 1966 gebouwd. Het stuwmeer ligt ten zuiden van de plaatsen Berga en Kelbra, in het district Mansfeld-Südharz.
Het stuwmeer is een vogelreservaat  van internationale betekenis. Er heeft zich echter ook strand- en watersporttoerisme ontwikkeld.